# Microsoft Translator
Microsoft Translator ist ein mehrsprachiger maschineller Übersetzungs-Cloud-Service von Microsoft. Microsoft Translator ist in mehrere Verbraucher-, Entwickler- und Unternehmensprodukte integriert, darunter Bing, Microsoft Office, SharePoint, Microsoft Edge, Microsoft Lync, Yammer, Skype Translator, Visual Studio, Internet Explorer und Microsoft Translator-Anwendungen für Windows, Windows Phone, iPhone und Apple Watch sowie Android Phone und Wear OS.
Microsoft Translator bietet auch Text- und Sprachübersetzungen auf Basis von Cloud Services für Unternehmen an. Der Service für die Textübersetzung über die Translator Text API reicht von einer kostenlosen Ebene, die zwei Millionen Zeichen pro Monat unterstützt, bis hin zu kostenpflichtigen Ebenen, die Milliarden von Zeichen pro Monat unterstützen.
Der Dienst unterstützt mehr als 100 Sprachsysteme (Stand: Februar 2022) und mehr als 10 Sprachübersetzungssysteme, die die Basis für Microsoft Translator Live-Konversationsfunktion, Skype und Skype für Windows Desktop sowie die Microsoft Translator Apps für iOS und Android sind.

## Geschichte
Die erste Version des maschinellen Übersetzungssystems von Microsoft wurde zwischen 1999 und 2000 im Rahmen von Microsoft Research entwickelt. Dieses System basierte auf semantischen Prädikat-Argumentstrukturen, den so genannten Logischen Formen (LF) und wurde aus der für Microsoft Word entwickelten Grammatikkorrektur heraus entwickelt. Dieses System wurde schließlich verwendet, um die gesamte Microsoft Knowledge Base in Spanisch, Französisch, Deutsch und Japanisch zu übersetzen.
Microsofts Ansatz für die maschinelle Übersetzung ist, wie die meisten aktuellen modernen maschinellen Übersetzungssysteme, "datengesteuert".
Im Jahr 2011 wurde der Service durch eine Cloud-basierte API, die Produkte unterstützt, die sowohl für Privatanwender als auch für Unternehmen verfügbar sind, um zahlreiche Microsoft Translator-Produkte erweitert. Im März 2016 wurde eine zusätzliche Sprachübersetzungsfunktion eingeführt.
Im Mai 2018 wurde ein Update der API eingeführt. Diese neue Version bietet eine neuronale maschinelle Übersetzung als Standardmethode der Übersetzung an. Zusätzlich zur Übersetzung bietet die neue Version eine Transliteration und ein zweisprachiges Wörterbuch, um Wörter nachzuschlagen, alternative Übersetzungen zu finden und Beispiele in Sätzen zu zeigen.
Im November 2016 führte Microsoft Translator die Übersetzung mit Hilfe von tiefen neuronalen Netzwerken in vielen verkehrsreichsten Sprachen ein. Neuronale Netze bieten eine bessere Übersetzung als statistisches maschinelles Lernen nach Industriestandard. (siehe neuronale maschinelle Übersetzung)
Im März 2018 teilte Microsoft mit, dass eine von Microsoft entwickelte KI Chinesisch-Englisch-Übersetzungen mit der Qualität eines professionellen menschlichen Übersetzers übersetzen kann.